# Ultima Online: Stygian Abyss
Ultima Online: Stygian Abyss est la huitième extension du MMORPG Ultima Online après Ultima Online: Mondain’s Legacy. Elle est sortie le 8 septembre 2009.

## Ajouts
Stygian Abyss porte le nom d'une immense abîme dans l'univers d’Ultima. Ce donjon, déjà au centre de Ultima Underworld: The Stygian Abyss, un autre jeu de la saga Ultima, est le plus grand d’Ultima Online. 
D'autres ajouts importants sont également présents :
- Une nouvelles race: les gargouilles
- De nombreux objets, animaux, monstres et aptitudes (skills)